# Detlev Beier
Detlev Beier (* 30. August 1957 in Lüneburg; † 18. Juni 2016) war ein deutscher Jazzbassist.

## Leben und Wirken

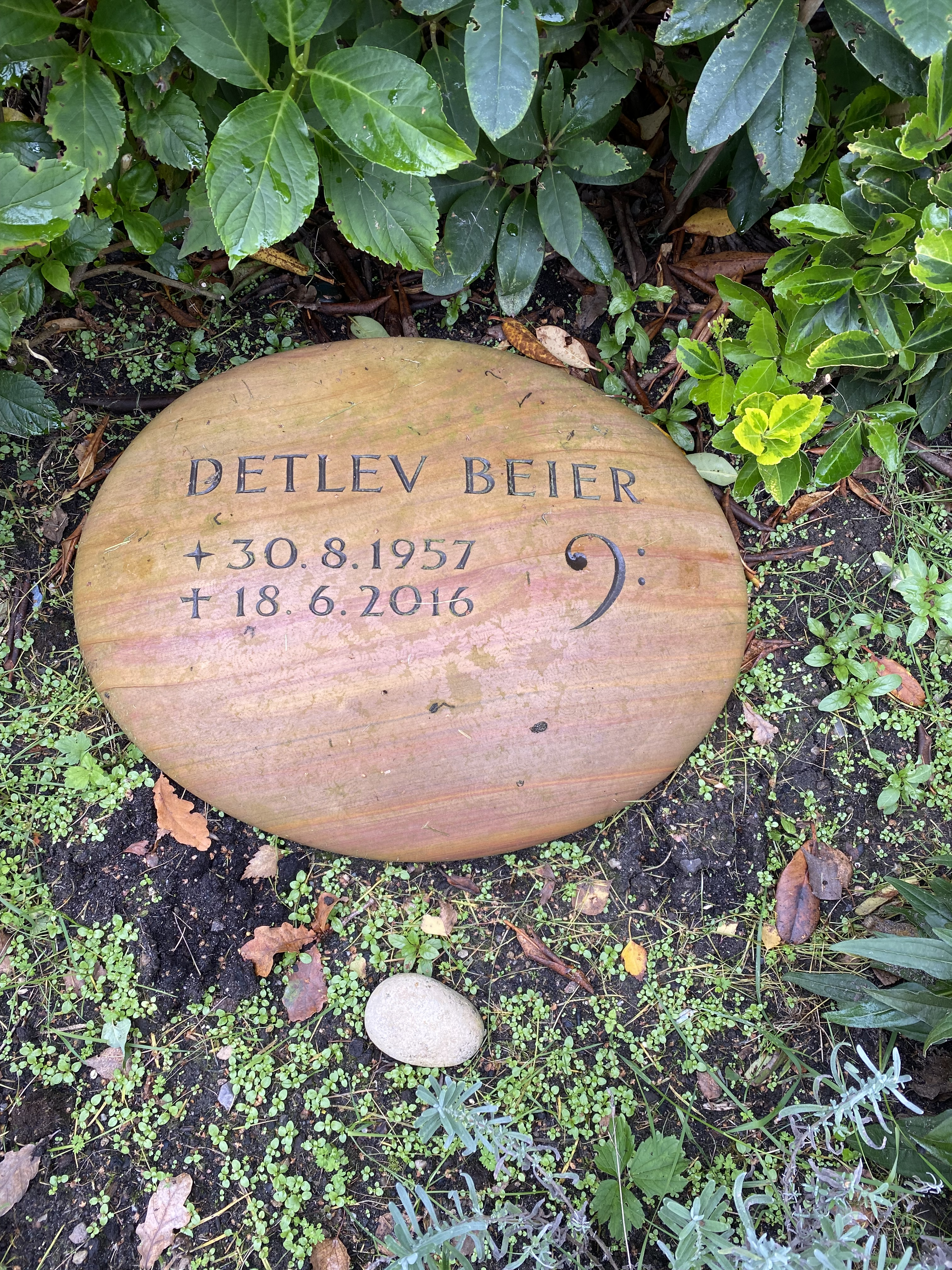
Grabstätte auf dem Friedhof Ohlsdorf am Prökelmoorteich im Planquadrat PA 3

Beier begann im Alter von 15 Jahren Kontrabass zu spielen. Nach einem klassischen Musik-Studium in Hamburg arbeitete Beier ab 1978 zunächst im Sextett von Joe Viera, ab 1980 dann bei Uli Beckerhoff, sowie in Gruppen um Rolf und Joachim Kühn, aber auch mit Wolfgang Engstfeld. 
Mit Vladislav Sendecki, Gerry Brown und Ingolf Burkhardt gründete er das Hamburg Jazz Quartet. Im Weiteren kam es zur Zusammenarbeit u. a.  mit Michel Portal, Michel Petrucciani, Christof Lauer, Benny Bailey, Nils Landgren, Daniel Humair, Trilok Gurtu, Mark Nauseef, Steve Gadd, John Scofield, Cassandra Wilson, Eartha Kitt, Didier Lockwood, Richie Beirach, David Torn, Jasmin Tabatabai und Enrico Rava. Sowohl am Kontrabass als auch am E-Bass galt Beier als idealer Begleiter und ist auf zahlreichen Platten und CDs dokumentiert. 
Er war auch als Dozent im Studiengang Popularmusik der Hochschule für Musik und Theater Hamburg tätig. Von Oktober 2000 an war er Professor an der Hochschule für Künste Bremen.
Detlev Beier verstarb im Alter von 58 Jahren und wurde auf dem Friedhof Ohlsdorf beigesetzt.